# Mireille Cayre
Pour les articles homonymes, voir Cayre.
Mireille Cayre, née Bernardot le 2 avril 1947 à Moulins (Allier) et morte le 16 novembre 2019 à Clermont-Ferrand, est une gymnaste artistique française.
Elle est sacrée championne de France du concours général de gymnastique artistique en 1968, 1971 et 1972.
Elle dispute les épreuves de gymnastique aux Jeux olympiques d'été de 1968 à Mexico et aux Jeux olympiques d'été de 1972 à Munich, sans obtenir de podium.
Cadre technique régional, elle est aussi juge internationale de 1980 à 2000. Elle reçoit la médaille d’or de la Jeunesse et des Sports en 2002.

## Distinctions
- Médaille de la jeunesse, des sports et de l'engagement associatif, or